# 馬洛濟梅諾韋
47°3′2″N 30°12′9″E / 47.05056°N 30.20250°E
小濟梅諾韋（烏克蘭語：Малозименове）是位於烏克蘭西南部的村莊，由敖德萨州贝雷济夫卡区的茲納姆揚卡市鎮負責管轄。該村始建於1815年，面積0.82平方公里，海拔高度31米，2001年人口248，人口密度每平方公里302.44人。